# Augustus Desiré Waller
Pour les articles homonymes, voir Waller.
Augustus Desiré Waller (Paris, 12 juillet 1856- Londres, 11 mars 1922) est un médecin physiologiste britannique, fils de l'anatomiste Augustus Volney Waller.

## Biographie
Né à Paris, il passe la majeure partie de son enfance à Paris et à Genève où il va au Collège Calvin, puis part avec sa mère à Aberdeen où il soutient sa thèse doctorat en médecine en 1881.
En 1883, il devient lecturer de physiologie au London School of Medicine for Women où il rencontre la fille de l'industriel George Palmer (en) de la firme Huntley & Palmers (en) avec qui il se marie et qui participera à ses travaux.
En 1884, il est nommé lecturer de physiologie au St Mary's Hospital de Londres. Il y reste jusqu'en 1903 où il est promu Professeur honoraire de physiologie au tout nouveau département de physiologie de l'Université de Londres puis attaché au Westmorland Street Heart Hospital (en).
Augustus D. Waller décède le 11 mars 1922.

## Travaux
Ses travaux portent principalement sur la neurophysiologie de l'audition. Il est l'auteur en 1891 d'un traité de physiologie dans lequel il mentionne l'augmentation du rapport entre poids du cerveau et poids du corps au cours de l'évolution animale.
Mais il est surtout resté célèbre pour avoir enregistré le premier électrocardiogramme de surface en 1887 au St Mary's Hospital de Londres.